# Marianne Ehrenström
Marianne (Mariana Maximiliana Christiana Carolina Lovisa) Ehrenström, née Pollet (Deux-Ponts, 9 décembre 1773 - Stockholm, 4 janvier 1867), est une chanteuse, pianiste, peintre et femme de lettres suédoise membre de l'Académie royale des arts de Suède et de l'Académie royale de musique de Suède.

## Biographie
Née en Allemagne, son père est commandant à Stralsund en Poméranie suédoise. Elle devient une dame de compagnie de la reine Sophie-Madeleine de Danemark (1790-1803). Elle étudie la chanson avec Christoffer Christian Karsten (en), le piano avec Georg Joseph Vogler et l’art dramatique avec Jacques Marie Boutet de Monvel. Elle est amie du dramaturge Carl Gustaf af Leopold. 
Henrik Schück fait une sélection de ses mémoires en 1919 : Den sista gustavianska hofdamen.

## Œuvres
- 1826 - Notices sur la littérature et les beaux arts en Suède
- 1830 - Notice biographique sur monsieur de Leopold, secrétaire d'état